# Centro Cultural Agustín Ross
El Centro Cultural Agustín Ross, conocido informalmente como el Casino Ross o Casino de Pichilemu, es un centro cultural de la comuna de Pichilemu, región de O'Higgins, Chile.

## Historia

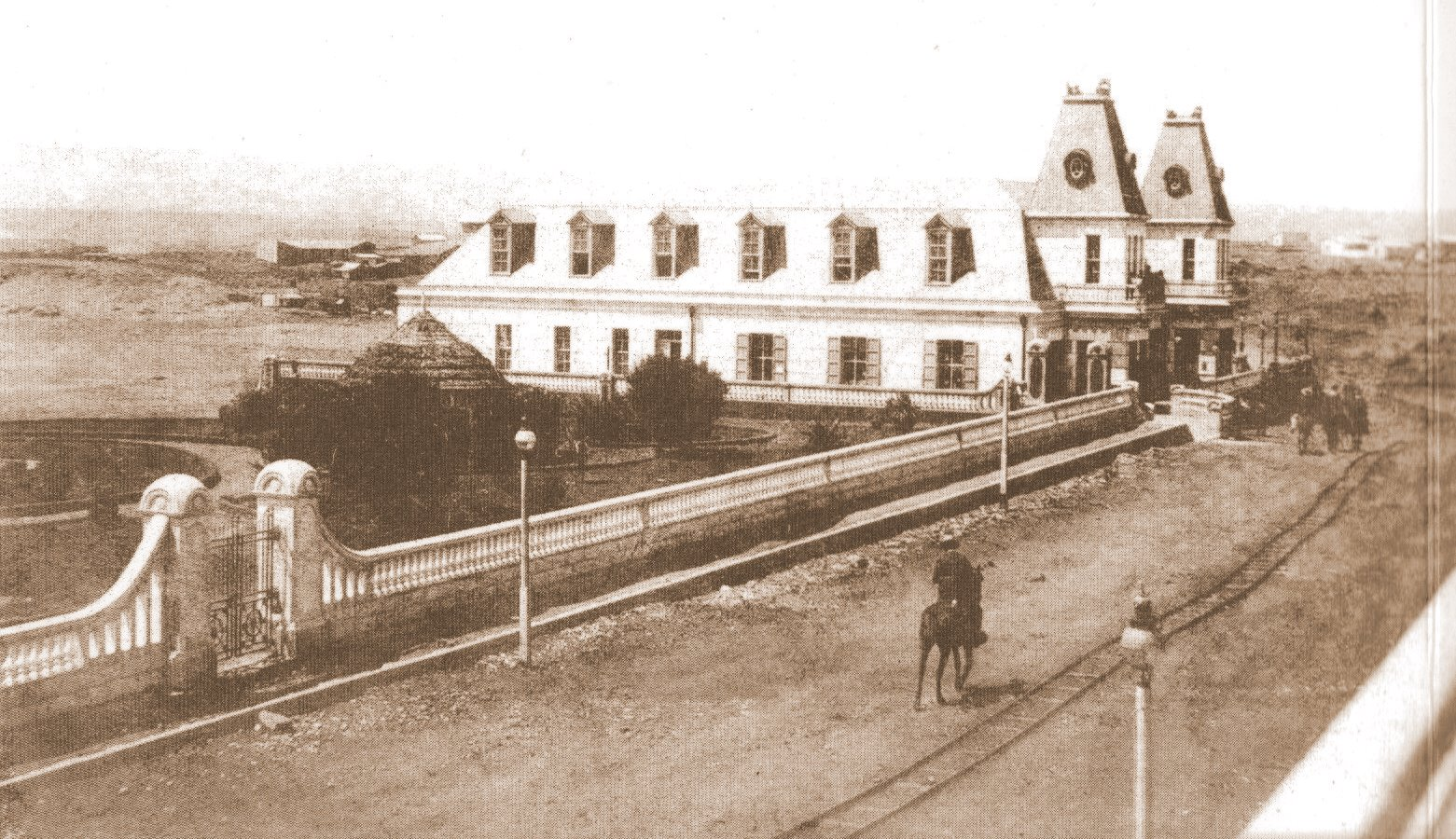
Casino Ross en 1910.

Fue construido entre 1906 y 1909 por orden del político Agustín Ross Edwards.
José Arraño Acevedo plantea que el lugar albergó uno de los primeros casinos de Chile, donde existía una ruleta y juegos de naipes, y que habría operado entre 1917 y 1931, año en que todos los casinos, salvo el Casino de Viña del Mar, fueron declarados ilegales y cerrados. Misma versión es recogida por el Consejo de Monumentos Nacionales y la Municipalidad de Pichilemu. Sin embargo, existen versiones[¿cuál?] que indican que el edificio nunca fue un casino, aunque funcionó un salón de juegos clandestino en la década de 1910.[cita requerida]
La construcción funcionó como oficina postal, tienda de bienes importados, hotel, discoteca y bar. Hubo dos intentos del gobierno local para comprar el edificio; el primero en 1982, el cual no prosperó, y el segundo en 1995, que fue exitoso.

## Monumento Nacional

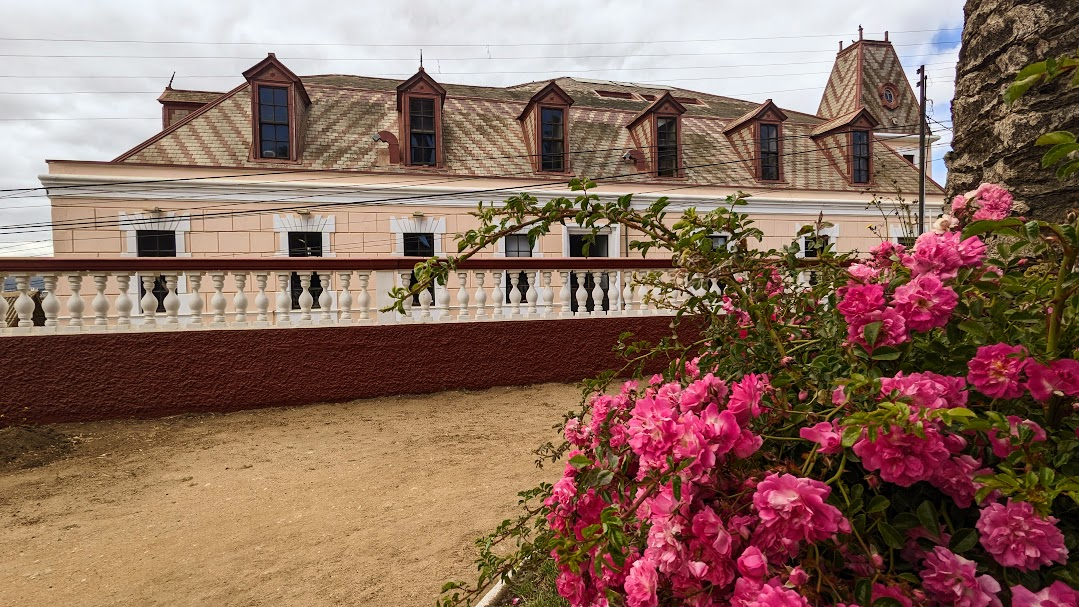

El recinto fue declarado Monumento Nacional junto con el Parque Ross en febrero de 1988. Con el tiempo, el edificio se deterioró, y en 2007 se aprobó un proyecto para convertirlo en un centro cultural, lo cual se concretó en enero de 2009 para albergar la biblioteca de la comuna. El centro cultural fue inaugurado en 2010 por la entonces presidenta Michelle Bachelet y el alcalde de Pichilemu Roberto Córdova.